# We the Fallen
We The Fallen – czwarty studyjny album amerykańskiego zespołu aggrotechowego Psyclon Nine wydany w 2009 roku za pośrednictwem wytwórni Metropolis Records. Jest to pierwszy album na którym zagościli nowi członkowie zespołu, Vlixx oraz Jon Siren.

## Lista utworów
1. "Soulless (The Makers Reflection)" (feat. Johan Van Roy (Suicide Commando))[1] - 2:14
2. "We the Fallen" - 5:24
3. "Heartworm" - 5:12
4. "Thy Serpent Tongue" - 5:10
5. "Bloodwork" - 4:39
6. "The Derelict (God Forsaken)" - 2:21
7. "Widowmaker" - 4:41 (feat. Brandan Schieppati (Bleeding Through))
8. "There But For the Grace of God" - 4:54
9. "Of Decay (An Exit)" - 1:09
10. "Suicide Note Lullaby" - 4:51
11. "As One With the Flies" - 3:43
12. "Under the Judas Tree" - 4:54

## Personel
Psyclon Nine
- Nero Bellum – wokal
- Rotny Ford – gitara elektryczna, syntezator, sampler
- Abbey Nex – gitara basowa
- Vlixx – syntezator, keyboard, perkusja
- Jon Siren – perkusja, sampler

Produkcja
- Jason Miller (GodHead)